# Emile Severeyns
Emile o Emiel Severeyns (Schoten, 19 de agosto de 1931 - Antuérpia, 30 de novembro de 1979) foi um ciclista belga, profissional desde 1953 até 1971. Combinou tanto o ciclismo em pista como no rota. Conseguiu 25 vitórias em corridas de seis dias e quatro títulos europeus de Madison. A maioria destes triunfos conseguiu-os fazendo parl com Rik Van Steenbergen.

## Palmarès
- 1955

1.º nos Seis dias de Gante (com Rik Van Steenbergen)
1.º nos Seis dias de Bruxelas (com Rik Van Steenbergen)
- 1956

1.º nos Seis dias de Bruxelas (com Rik Van Steenbergen)
1.º nos Seis dias de Dortmund (com Rik Van Steenbergen)
- - 1.º no Prêmio de Heist-op-den-Berg
- 1957

1.º nos Seis dias de Berlim (com Rik Van Steenbergen)
- 1958

Campeão da Europa de Madison (com Rik Van Steenbergen)
1.º nos Seis dias de Bruxelas (com Rik Van Steenbergen)
1.º nos Seis dias de Antuérpia (com Rik Van Steenbergen e Reginald Arnold)
1.º nos Seis dias de Frankfurt (com Rik Van Steenbergen)
1.º nos Seis dias de Copenhaga (com Rik Van Steenbergen)
- 1959

Campeão da Europa de Madison (com Rik Van Steenbergen)
1.º nos Seis dias de Zurique (com Rik Van Steenbergen)
- 1960

Campeão da Europa de Madison (com Rik Van Steenbergen)
1.º nos Seis dias de Bruxelas (com Rik Van Steenbergen)
1.º nos Seis dias de Copenhaga (com Rik Van Steenbergen)
1.º nos Seis dias de Aarhus (com Rik Van Steenbergen)
- 1961

Campeão da Europa de Madison (com Rik Van Steenbergen)
 Campeão da Bélgica em Madison (com Rik Van Steenbergen)
1.º nos Seis dias de Dortmund (com Rik Van Steenbergen)
1.º nos Seis dias de Zurique (com Rik Van Steenbergen)
- 1962

 Campeão da Bélgica em Madison (com Rik Van Steenbergen)
1.º nos Seis dias de Colónia (com Rik Van Steenbergen)
1.º nos Seis dias de Milão (com Rik Van Steenbergen)
1.º em Elfstedenronde
- 1964

1.º nos Seis dias de Montreal (com Palle Lykke)
1.º nos Seis dias de Quebec (com Lucien Gillen)
- 1965

1.º nos Seis dias de Quebec (com Rik Van Steenbergen)
1.º nos Seis dias de Toronto (com Rik Van Steenbergen)
- 1966

1.º nos Seis dias de Montreal (com Palle Lykke)
1.º nos Seis dias de Madrid (com Walter Godefroot)
- 1967

1.º nos Seis dias de Montreal (com Patrick Sercu)
- 1968

1.º nos Seis dias de Antuérpia (com Theofiel Verschueren e Sigi Renz)